# Darvydas Šernas
Darvydas Šernas (ur. 22 lipca 1984 w Olicie) – litewski piłkarz, który występował na pozycji pomocnika lub napastnika, reprezentant Litwy w latach 2008–2018.

## Życiorys
Šernas jest wychowankiem litewskiego zespołu Dainava Olita. Od 2002 roku był zawodnikiem FK Vėtra. W jej barwach strzelił 28 bramek. W 2008 r. został wypożyczony do rosyjskiego Spartaka Nalczyk, jednak wystąpił dla klubu tylko 4 razy. Zadebiutował tam 14 września w przegranym pojedynku z Lokomotiwem Moskwa. W 2008 roku Vėtra z Šernasem w składzie awansowała do rozgrywek Pucharu UEFA. Odpadła już w I rundzie eliminacyjnej po dwumeczu z norweskim Vikingiem FK (1:0, 0:2). Litwin zagrał w obu spotkaniach.
Przed rundą wiosenną sezonu 2008/09 został wykupiony przez Widzew Łódź. W jego barwach Šernas zadebiutował 14 marca 2009 w zremisowanym 2:2 meczu z Koroną Kielce. W pierwszej rundzie występów w łódzkiej drużynie zagrał w 11 spotkaniach. Zajął z klubem 1. miejsce w rozgrywkach I ligi, lecz w wyniku decyzji PZPN w związku z aferą korupcyjną musiał pozostać z Widzewem na kolejny rok w tej samej klasie rozgrywkowej. Pierwszą bramkę dla "Czerwonych" zdobył 23 sierpnia tego roku w pojedynku z Wartą Poznań (1:0). 25 października 2009 Šernas strzelił hat-tricka w wygranym 7:0 meczu ze Zniczem Pruszków. Ponownie awansował z Widzewem do Ekstraklasy. 7 sierpnia 2010 po raz pierwszy wystąpił na tym poziomie rozgrywek i zdobył gola przeciwko Lechowi Poznań. Po fantastycznym początku rundy jesiennej Litwin nie był już tak skuteczny w dalszej części sezonu, strzelając w sumie 10 bramek.
14 lipca 2011 roku Šernas podpisał 3-letni kontrakt z Zagłębiem Lubin. W barwach zespołu z Lubina zadebiutował 5 sierpnia w spotkaniu z Lechem Poznań (1:1). Pierwszego gola dla nowej drużyny zdobył 21 września w meczu 1/16 finału Pucharu Polski z MKS Kluczbork.
Na początku 2013 roku został wypożyczony do tureckiego Gaziantepsporu. Po pół roku i w miarę udanych występach turecki klub zdecydował się wykupić litewskiego napastnika. W sezonie 2013/2014 zaliczył jednak tylko trzy występy w barwach Gaziantepsporu i zdecydowano o jego wypożyczeniu do Perth Glory. Po zakończeniu sezonu został wolnym zawodnikiem i zdecydował się powrócić do Polski, gdzie związał się roczną umową z I-ligowym klubem Wigry Suwałki.
Po raz kolejny rozstał się z klubem po upływie pół roku, a jego nowym klubem zostało szkocie Ross County FC Został zwolniony z kontraktu po zakończeniu sezonu 2014/15 i zdecydował się powrócić na Litwę, do drużyny ówczesnego mistrza kraju FK Žalgiris Wilno, w którym występował do końca sezonu 2017, z krótką półroczną przerwą na występy w Alanyasporze. W 2018 roku podpisał kontrakt z klubem Liga Leumit - Hapoelem Kefar Sawa. Wraz z upływem 2019, zakończył karierę.

## Kariera piłkarska
| Sezon       | Klub            | Kraj      | Rozgrywki            | Mecze | Bramki |
| ----------- | --------------- | --------- | -------------------- | ----- | ------ |
| 2001        | Dainava Olita   | Litwa     | A lyga               | 2     | 0      |
| 2002 (w)    | Dainava Olita   | Litwa     | I lyga               | -     | 4      |
| 2002 (j)    | FK Vėtra        | Litwa     | I lyga               | -     | 3      |
| 2003        | FK Vėtra        | Litwa     | A lyga               | 24    | 3      |
| 2004        | FK Vėtra        | Litwa     | A lyga               | 25    | 7      |
| 2005        | FK Vėtra        | Litwa     | A lyga               | 24    | 2      |
| 2006        | FK Vėtra        | Litwa     | A lyga               | 26    | 3      |
| 2007        | FK Vėtra        | Litwa     | A lyga               | 21    | 6      |
| 2008        | FK Vėtra        | Litwa     | A lyga               | 14    | 4      |
| 2008 (j)    | Spartak Nalczyk | Rosja     | Priemjer-Liga        | 4     | 0      |
| 2008/09 (w) | Widzew Łódź     | Polska    | I liga               | 11    | 0      |
| 2009/10     | Widzew Łódź     | Polska    | I liga               | 26    | 13     |
| 2010/11     | Widzew Łódź     | Polska    | Ekstraklasa          | 30    | 10     |
| 2011/12     | Zagłębie Lubin  | Polska    | T-Mobile Ekstraklasa | 29    | 5      |
| 2012/13 (j) | Zagłębie Lubin  | Polska    | T-Mobile Ekstraklasa | 10    | 0      |
| 2012/13 (w) | Gaziantepspor   | Turcja    | Süper Lig            | 16    | 6      |
| 2014        | Perth Glory FC  | Australia | A-League             | 10    | 1      |
| 2014/2015   | Wigry Suwałki   | Polska    | I liga               | 14    | 2      |
| 2014/2015   | Ross County     | Szkocja   | Scottish Premiership | 5     | 0      |
| 2015        | Žalgiris Wilno  | Litwa     | A lyga               | 16    | 17     |
| 2015/2016   | Alanyaspor      | Turcja    | 1. Lig               | 4     | 0      |
| 2017        | Žalgiris Wilno  | Litwa     | A lyga               | 29    | 18     |

## Kariera reprezentacyjna
31 maja 2008 zadebiutował w reprezentacji Litwy w towarzyskim pojedynku z Estonią. 7 lutego 2009 zagrał przeciwko Polsce (1:1). 7 września 2010 w meczu eliminacji do Euro 2012 zdobył zwycięskiego gola z reprezentacją Czech. W ramach kwalifikacji do turnieju w Polsce i na Ukrainie strzelił również bramkę w przegranym 1:3 spotkaniu z Hiszpanią. Łącznie w drużynie narodowej rozegrał 47 spotkań i zdobył 5 goli.

## Sukcesy

### Zespołowe
FK Žalgiris Wilno
- mistrzostwo Litwy: 2015
- Puchar Litwy: 2015

### Indywidualne
- piłkarz roku na Litwie: 2010[23]
- król strzelców A lygi: 2017 (18 goli)